# Extended play
Extended play (EP) é uma gravação em disco de vinil, formato digital ou CD que é longa demais para ser considerada um single e muito curta para ser classificada como um álbum musical.

## Características
Normalmente, possui de 4 a 6 faixas, posicionando-se como um intermediário entre um single (daí o termo “extended”, indicando que o EP é um single estendido, com mais faixas)  e um álbum LP (que, em geral, possui de 10 a 12 faixas).
Alguns artistas preferem chamar o EP de "miniálbum" para dar um significado maior ao seu trabalho, em vez de ser classificado apenas como mais um aditivo em sua discografia.

## EPs no Brasil
O EP surgiu fora do Brasil, nos anos 60, como uma compilação de músicas ou uma amostra de um álbum a ser lançado em LP. Mesmo após o surgimento do CD, em 1982, e da música digital, o conceito de EP manteve-se.
No Brasil, era comum artistas em início de carreira, sem gravadora ou sem recursos financeiros, lançarem Compactos duplos ou EPs, como forma de divulgar seu trabalho.
Em meados dos anos 2000, um formato semelhante foi lançado no país, batizado de CD Zero, mas teve pouca exploração.
Em 2012, o sucesso do EP da música "Esse Cara Sou Eu", de Roberto Carlos, que vendeu mais de 2 milhões de cópias, impulsionou a volta do formato ao mercado fonográfico nacional.